# CEFET-MG

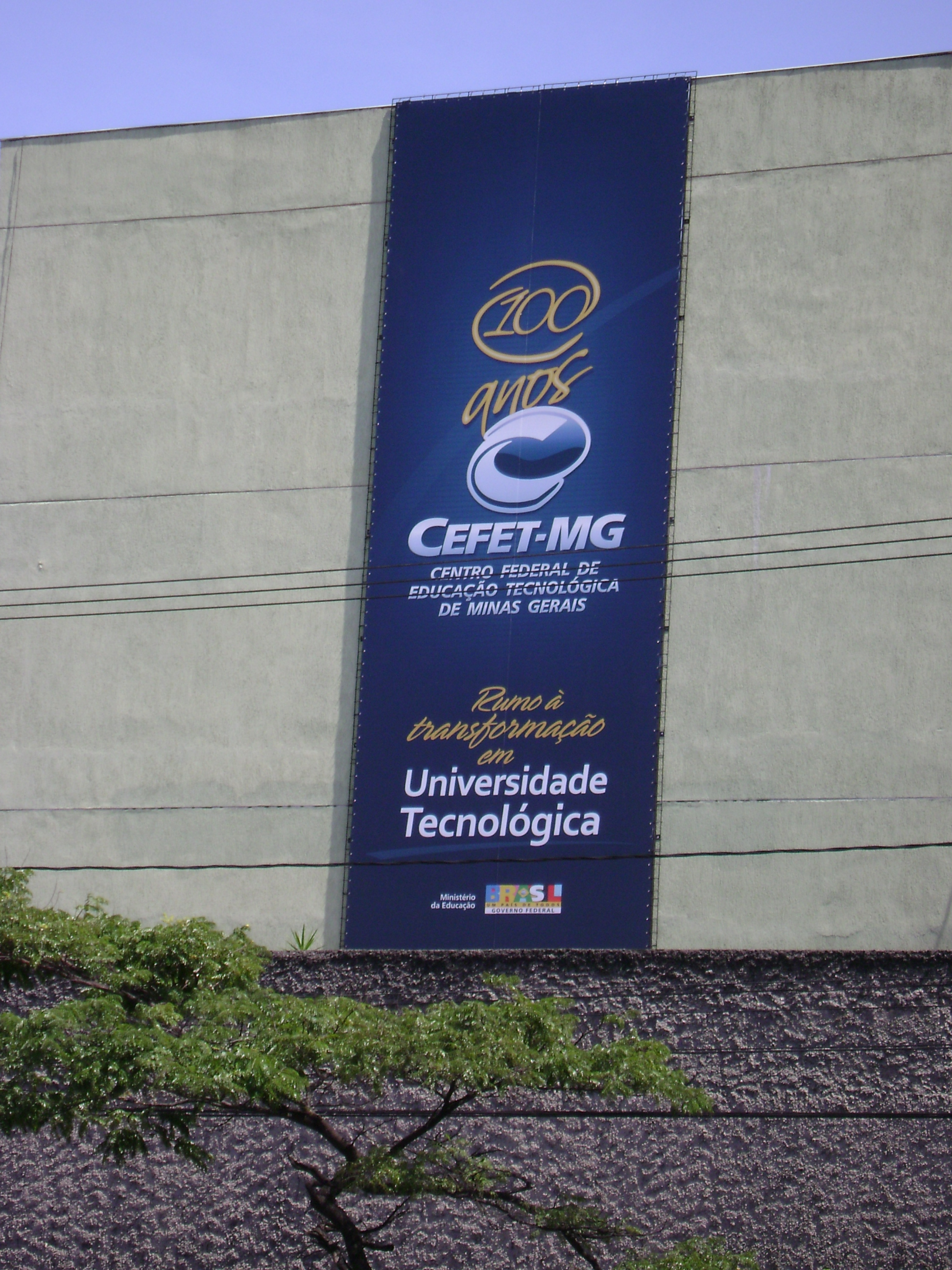
기관 100주년 간판

CEFET-MG(Centro Federal de Educação Tecnológica de Minas Gerais, Federal Center for Technological Education of Minas Gerais)는 브라질 미나스제라이스주에 위치한 교육 센터이다.
브라질의 남부 지역 미나스제라이스주에 다양한 코스를 제공하는 기술 교육 시설이다. 학생 수는 약 15,000명, 교직원 수는 약 650명, 직원 수는 약 400명이며 2차, 고등 교육 수준으로 연구 및 소통 확장과 관련된 교육을 수행한다.
캠퍼스 I, II, VI는 벨루오리존치의 아마조나스 애비뉴에 위치해 있다. 그 밖의 캠퍼스들은 미나스제라이스주 등의 지역에 위치해 있다.